# 子宮内膜増殖症
子宮内膜増殖症（しきゅうないまくぞうしょくしょう）は、子宮内膜が過度に増殖した状態をいう。

## 概要
子宮内膜は、女性の月経周期に伴って増殖と剥落を繰り返している。子宮内膜の増殖を促すのはエストロゲンというホルモンだが、何らかの原因でエストロゲンの分泌もしくはエストロゲンへの感受性が過剰になると、通常よりも子宮内膜が異常に分厚く増殖し、諸症状を引き起こす場合がある。これが子宮内膜増殖症である。
中でも、細胞に異型のあるタイプは、子宮体癌へと発展する可能性が高く、経過に注意を要する。また、本来は子宮内膜の肥厚がないはずの閉経後に子宮内膜増殖症が発生した場合も、ハイリスク因子となる。

## 分類
- 異型なし：（狭義の）子宮内膜増殖症…癌化の可能性は低い
  - 単純型子宮内膜増殖症
  - 複雑型子宮内膜増殖症
- 異型あり：子宮内膜異型増殖症…前癌状態である子宮体癌0期に相当する
  - 単純型子宮内膜異型増殖症
  - 複雑型子宮内膜異型増殖症…癌化のリスクが高く、4年で20～30％が子宮体癌に発展する

## 原因
以下のような要素でエストロゲンの影響が過剰になると、子宮内膜増殖症を誘発しやすくなる。
- エストロゲン生産性腫瘍
- 多嚢胞性卵巣症候群やその他の月経異常
- 肥満
- プロゲステロン剤を併用しないエストロゲン剤の単独使用

## 症状
- 過多月経
- 不正出血
- 出血過多に伴う貧血、だるさ、動悸、疲労感、月経困難症の悪化など

## 検査
エコー画像などから子宮内膜が厚すぎると判断されると、細胞診や組織診（無麻酔での一部採取、または麻酔下の全面掻爬）を行って異型の有無や子宮体癌との識別をする。

## 治療
異型の有無と、年齢（閉経の有無や、今後の出産希望の有無）により以下の方法が選択される。
- ごく軽症であれば、自然経過の月経サイクルで消滅する場合もある
- ピルやプロゲステロン剤によるホルモン療法
- 偽閉経療法
- 定期検査や子宮内膜が再び厚くなった際、子宮内掻爬を繰り返す
- 細胞異型がない場合は、子宮体がんを発症するリスクが少ないため、経過観察をする。[1]
- 2015年に報告された研究によると、細胞異型がない場合に黄体ホルモンの飲み薬（経口プロゲスチン）を服用した場合と、治療装置を子宮の中に置いて黄体ホルモンが放出されるようにする、レボノルゲストレル放出子宮内システム（LNG-IUS）の治療を行った場合を比較したところLNG-IUSの治療を行った方が子宮摘出をする件数が少なかったという結果が出ている。[2]
- 異型があり、高齢や出産を希望しない場合は基本的には子宮を摘出する。
- しかし、出産を希望する場合は黄体ホルモン療法を行う。黄体ホルモン療法後に、3か月に一度子宮内膜を調べる検査（子宮内膜細胞診や組織診）や経腟超音波断層法検査を行い、子宮の内膜が増殖して肥厚していないかを確認する。[3]ただし、消失しなければ、がん化すれば子宮摘出を検討する。[4]
- 子宮を温存した場合、妊娠をするために不妊治療および排卵誘発治療を行う。しかし、がんを誘発する可能性があるためリスクを考慮する必要がある。[5]